# Finance collaborative
 (mai 2018).
Si vous disposez d'ouvrages ou d'articles de référence ou si vous connaissez des sites web de qualité traitant du thème abordé ici, merci de compléter l'article en donnant les références utiles à sa vérifiabilité et en les liant à la section « Notes et références ».
La finance collaborative est une catégorie de la transaction financière qui se passe directement entre les  particuliers sans l'intermédiation d'une institution financière traditionnelle. 
Cette nouvelle façon de gérer les transactions financières a été permis par les progrès dans les médias sociaux et le peer-to-peer de plates-formes en ligne. La grande variété de ressources de la finance collaborative peut varier non seulement d'une structure organisationnelle et les aspects opérationnels, mais aussi par région géographique, la part du marché financier, etc. C'est précisément cette hétérogénéité qui permet d'épargner et de faire crédit de manière rentable afin d'atteindre les personnes de revenus des groupes qui ne sont pas desservies par les banques commerciales et autres institutions financières. C'est leur simplicité, adaptabilité et la flexibilité des opérations, qui permettent de réduire leurs coûts de transactions et leur confère leur avantage comparatif et la logique économique. La Finance Collaborative est caractérisé par des opérations très personnalisée de crédit comportant un face-à-face, des relations avec les emprunteurs et de la souplesse à l'égard des prêts, des taux d'intérêt, des obligations de garantie, de la maturité de périodes et du rééchelonnement de la dette.
Ce qui suit sont les caractéristiques de la Finance Collaborative qui sont attractives pour les ménages à faible revenu :
- il n'y a pas besoin d'un permis – la plupart des fournisseurs travaille sans aucune licence d'exploitation ;
- il est à but non lucratif – les bénéfices, en cas échéant, sont réinvestis dans la communauté et dans ses membres ;
- il a de multiples propriétaire – un propriétaire ne réside pas avec une ou deux personnes, mais l'ensemble du groupe ;
- il n'y a pas besoin de garantie – les garanties de remboursement sont assurées, par exemple, par la pression des pairs ;
- il a des emprunteurs identifié – dont la plupart sont membres de la communauté ;
- elle a des liens d'information entre les membres permettant d'assurer le remboursement ;
- il facilite l'application de la réciprocité de crédit à la distribution – il y a une attitude de donner-et-prendre, où les emprunteurs et les prêteurs échangent leurs rôles ;
- il n'est pas réglementé par la banque centrale – avec le respect des limites et des restrictions, des exigences en matière de rapports, etc. ;
- il encourage la participation de la communauté dans d'autres domaines de développement — l'approche participative des initiatives est facilement réutilisable pour un large éventail d'autres questions de développement communautaire.

## Origine
Le concept a été défendu par Don Tapscott et Anthony D. Williams, co-auteurs du livre MacroWikinomics: le redémarrage des affaires et du monde.
« A new movement is beginning, and it is inspired by the public anger at a host of things, from the behavior of Wall Street and massive bank bonuses to the widening gap between the interest rate offered to savers and the rate charged to borrowers. It is enabled now by the growth of mass collaboration via the Internet. And it is an alternative to the whack-a-mole game that regulators are forced to play in the ever changing financial services landscape. »

## Développement

### Associations d'Économie de Rotation
Un Épargne rotatif et un Crédit de l'Association ou de la ROSCA est un groupe de personnes qui conviennent de se rencontrer pour une période de temps définie, afin d'épargner et d'emprunter ensemble.
L'Épargne rotatif et le Crédit de l'Association (ROSCAs) sont essentiellement un groupe de personnes qui se réunissent et font régulièrement des contributions cycliques à un fonds commun, qui est alors donné en une somme forfaitaire à un membre de chaque cycle. Par exemple, un groupe de 12 personnes peuvent contribuer à 35$US par mois pendant 12 mois. Le US$420 collectées chaque mois est donné à un membre. Ainsi, un membre peut prêter de l'argent à d'autres membres par le biais de ses cotisations mensuelles régulières. Après avoir reçu le montant forfaitaire que lorsque c'est son tour (c'est-à-dire l' emprunter du groupe), il paie le montant régulier des cotisations mensuelles. C'est ce qui explique le nom de épargne rotatif et de crédit des associations pour de tels groupes. Il s'agit donc d'une mutuelle de donner-et-prendre le impliqué dans ROSCAs.
Partnerhand.com, une plate-forme en ligne fondée en 2010, est le premier au royaume-UNI pour la fonction de l'organisation de faciliter en ligne "Pardner" (l'ouest de l'inde nom donné à ROSCA) entre individus vérifiés.
Il y a aussi un intérêt croissant dans le peer-to-peer lending et dans les systèmes de service : plutôt que les consommateurs de la location de services louent auprès des entreprises, des plates-formes font leur apparition pour faciliter le partage de l'utilisation des uns avec les autres.

### Style de vie collaboratif
Ce système est basé sur le partage et l'échange de ressources et de biens tels que l'espace, des connaissances, du temps et de l'argent. Un tel système, tout à fait tendance et sensible, contribuera à freiner la demande et l'achat de nouveaux produits de croissance économique.

## Exemples d'articles similaires
- La monnaie locale
- Peer-to-Peer lending
- Monnaie complémentaire
- La Microfinance
- La consommation Collaborative
- PERMET